# Adam von Bartsch
Johann Adam Bernhard Ritter von Bartsch (ur. 17 sierpnia 1757 w Wiedniu, zm. 21 sierpnia 1821 w Hietzing) – austriacki grafik, rytownik i historyk sztuki.

## Życiorys
Kształcił się u Jacoba Matthiasa Schmutzera. W latach 1803–1821 opublikował w języku francuskim swoje najważniejsze dzieło Le Peintre Graveur. Wprowadził system numeracji rycin wywodzący się od jego nazwiska.
Był doradcą księcia Alberta Kazimierza Sasko-Cieszyńskiego przy tworzeniu jego kolekcji grafik, z czego powstało obecnie jedno z największych muzeów grafiki na świecie – Albertina.

## Dzieła
- Le Peintre Graveur 1803-1821
- Anleitung zur Kupferstichkunde 1821
- Catalogue raisonné des Desseins originaux des plus grands Maitres anciens et modernes, qui faisoient Partie du Cabinet de feu le Prince Charles de Ligne, Chevalier de l’Ordre militaire de Mar. Therese, de S. George, Colonel du Corps de Genie de sa Maj. I. et R. etc. 1794
- Anton Waterlo’s Kupferstiche. Ausführlich beschrieben 1795
- Catalogue raisonné des Estampes gravées à l’Eau-forte par Guido Reni, et de celles de ses Disciples Simon Cantarini, dit le Pesarese, Jean-André et Elisabeth Sirani, et Laurent Loli 1795
- Catalogue raisonné de toutes les Estampes qui forment l'Œuvre de Rembrandt, et ceux de ses principaux Imitateurs. Composé par les Sieurs Gersaint, Helle, Glomy et P. Yver. Nouvelle Édition. Entiérement refondue, corrigée et considérablement augmentée 1797
- Catalogue raisonné de toutes les Estampes qui forment l'Œuvre de Lucas de Leyde 1798
- Catalogue raisonné de l'Œuvre d’Estampes de Martin de Molitor, Peintre et Dessinateur de Paysages, Membre de l’Académie des Beaux-Arts a Vienne 1813